# Tracey Hallam
Tracey Jayne Hallam (* 24. März 1975 in Burton upon Trent) ist eine Badmintonspielerin aus Großbritannien.

## Karriere
Hallam nahm im Badminton bei Olympia 2004 teil. Im Dameneinzel bezwang sie Juliane Schenk aus Deutschland und Camilla Martin aus Dänemark in den ersten beiden Runden. Im Viertelfinale unterlag Hallam gegen Mia Audina aus den Niederlanden mit 0:11, 9:11.
2005 feierte sie ihren ersten Grand-Prix-Sieg bei den Wilson Chinese Taipei Open (Drei-Sterne-Turnier). 2007 gewann sie die Romanian International.
Bei den Olympischen Spielen 2008 in Peking spielte Tracey Hallam in der ersten Runde gegen Yip Pui Yin aus Hongkong. Die nächste Gegnerin hieß Kristína Ludíková aus Tschechien, die sie erneut in zwei Sätzen besiegte. Im Achtelfinale verlor sie dann ebenso glatt gegen Xu Huaiwen.

## Sportliche Erfolge
| Saison    | Veranstaltung                             | Disziplin    | Platz | Name                             |
| --------- | ----------------------------------------- | ------------ | ----- | -------------------------------- |
| 1992      | German Juniors                            | Damendoppel  | 1     | Nicola Jordan / Tracey Hallam    |
| 1992      | England: Einzelmeisterschaft der Junioren | Dameneinzel  | 1     | Tracey Hallam                    |
| 1992      | England: Einzelmeisterschaft der Junioren | Damendoppel  | 1     | Tracey Hallam / Nicola Jordan    |
| 1993      | England: Einzelmeisterschaft der Junioren | Damendoppel  | 1     | Tracey Hallam / Rebecca Pantaney |
| 1996      | Portugal International                    | Damendoppel  | 1     | Emma Chaffin / Tracey Hallam     |
| 1996      | Weltmeisterschaften der Studenten         | Damendoppel  | 3     | Tracey Hallam / Gail Emms        |
| 1996      | Hungarian International                   | Dameneinzel  | 1     | Tracey Hallam                    |
| 1997      | Portugal International                    | Damendoppel  | 1     | Karen Peatfield / Tracey Hallam  |
| 1998      | Commonwealth Games                        | Herrendoppel | 3     | Tracey Hallam                    |
| 1999      | Weltmeisterschaft                         | Dameneinzel  | 17    | Tracey Hallam                    |
| 2000      | Slovak International                      | Dameneinzel  | 1     | Tracey Hallam                    |
| 2000/2001 | EBU Circuit                               | Dameneinzel  | 1     | Tracey Hallam                    |
| 2001      | Austrian International                    | Dameneinzel  | 1     | Tracey Hallam                    |
| 2001      | Thailand Open                             | Dameneinzel  | 1     | Tracey Hallam                    |
| 2001      | Weltmeisterschaft                         | Dameneinzel  | 17    | Tracey Hallam                    |
| 2001      | Spanish International                     | Dameneinzel  | 1     | Tracey Hallam                    |
| 2002      | Commonwealth Games                        | Herrendoppel | 2     | Tracey Hallam                    |
| 2003      | Weltmeisterschaft                         | Dameneinzel  | 9     | Tracey Hallam                    |
| 2004      | England: Einzelmeisterschaften            | Dameneinzel  | 1     | Tracey Hallam                    |
| 2004      | Olympia                                   | Dameneinzel  | 5     | Tracey Hallam                    |
| 2004      | Portugal International                    | Dameneinzel  | 1     | Tracey Hallam                    |
| 2005      | Chinese Taipei Open                       | Dameneinzel  | 1     | Tracey Hallam                    |
| 2005      | Weltmeisterschaft                         | Damendoppel  | 9     | Tracey Hallam / Natalie Munt     |
| 2006      | England: Einzelmeisterschaften            | Dameneinzel  | 1     | Tracey Hallam                    |
| 2006      | Commonwealth Games                        | Dameneinzel  | 1     | Tracey Hallam                    |
| 2007      | Volant d’Or de Toulouse                   | Dameneinzel  | 1     | Tracey Hallam                    |
| 2007      | Romanian International                    | Dameneinzel  | 1     | Tracey Hallam                    |
| 2007      | Israel International                      | Dameneinzel  | 1     | Tracey Hallam                    |
| 2008      | England: Einzelmeisterschaften            | Damendoppel  | 1     | Tracey Hallam / Donna Kellogg    |
| 2008      | Olympia                                   | Dameneinzel  | 9     | Tracey Hallam                    |
| 2012      | Auckland International                    | Mixed        | 1     | Tom Armstrong / Tracey Hallam    |
| 2013      | Auckland International                    | Einzel       | 1     | Tracey Hallam                    |
| 2013      | Auckland International                    | Damendoppel  | 1     | Tracey Hallam / Renuga Veeran    |